# Kumane (Veliko Gradište)
Kumane es un pueblo ubicado en el municipio de Veliko Gradište, en el distrito de Braničevo, Serbia.

## Superficie
Posee una superficie de 11,36 kilómetros cuadrados.

## Demografía
Hasta 2011 la población era de 324 habitantes, con una densidad de población de 28,53 habitantes por kilómetro cuadrado.